# Aerobryopsis auriculata
Aerobryopsis auriculata là một loài Rêu trong họ Meteoriaceae. Loài này được Copp. ex Thér. mô tả khoa học đầu tiên năm 1926.